# Piotr Polak (rycerz)
Piotr Polak herbu Strzemię (ur. ok. 1400, zm. 1442) – rycerz polski, husyta, starosta podolski, podkomorzy krakowski.

## Życiorys
Urodził się w polskiej rodzinie rycerskiej, prawdopodobnie herbu Strzemię, wywodził się z Lichwina w ziemi bieckiej. W latach 20. XV wieku przybył do Czech jako jeden z żołnierzy najemnych Zygmunta Korybutowicza. W 1428 był członkiem wyprawy taborytów na Śląsk. W marcu 1428 został dowódcą zamku Homole koło Kłodzka, następnie Niemczy, która pod jego wpływem stała się centrum ruchu husyckiego na Śląsku – totam regionem sibi fecit tributariam. W tym czasie zyskał przydomek Polak i sławę jednego z najlepszych dowódców husyckich. W maju 1433 pod Sobótką został wzięty do niewoli przez wojska wrocławskie, był więziony do grudnia 1434. Po uwolnieniu osiadł w Wielkopolsce. W 1434 dzięki wpływom na dworze królewskim i protekcji wojewody poznańskiego Sędziwoja Ostroroga otrzymał intratne starostwa drahimskie, wałeckie oraz śremskie, a w 1435 został tenutariuszem królewskiego Rogoźna. Z Drahimia i Wałcza prowadził wyprawy zbrojne do Brandenburgii, łupił też ziemie zakonu krzyżackiego. W 1438 razem ze starostą bydgoskim Dobiesławem Puchałą zamierzali opanować krzyżacką Nieszawę.

Wiosną 1438 przebywał w Krakowie, następnie wziął udział w nieudanej wyprawie do Czech, która miała osadzić na tronie praskim królewicza Kazimierza, wcześniej wraz z innymi możnowładcami wielkopolskimi prowadził zaciągi żołnierzy na tę wyprawę. W 1439 był sygnatariuszem antyklerykalnej i prohusyckiej konfederacji Spytka z Melsztyna. Prawdopodobnie nie walczył w bitwie pod Grotnikami.
Po klęsce konfederatów nie stracił wpływów na dworze królewskim, bowiem w 1440 otrzymał urząd starosty podolskiego. W grudniu tego roku przebywał w Budzie w otoczeniu króla Władysława Warneńczyka. Miał objąć także starostwo ruskie (lwowskie), mimo że w kilku dokumentach z kancelarii królewskiej, z 5 i 9 lipca 1441 nazywany jest starostą ruskim, to 14 lipca urząd otrzymał Spytek Tarnowski z Jarosławia. Wziął udział w zimowej wyprawie Warneńczyka na południową Słowację, w dokumentach królewskich opisujących wyprawę tytułowany jest podkomorzym krakowskim. Zmarł około 1442, jako zmarły wzmiankowany 12 lipca 1442.